# Wspólnota Kościoła Chrześcijan Baptystów w Nowym Dworze Gdańskim
Wspólnota Kościoła Chrześcijan Baptystów w Nowym Dworze Gdańskim – placówka Kościoła Chrześcijan Baptystów znajdujący się w Nowym Dworze Gdańskim, przy ulicy Tadeusza Kościuszki 13.
Nabożeństwa odbywają się w każdą niedzielę o godzinie 10:00.